# Зої Лістер-Джонс
Зої Лістер-Джонс (англ. Zoe Lister-Jones; нар. 1 вересня 1982) — американська акторка, драматургиня, продюсерка та сценаристка.

## Життя і кар'єра
Лістер-Джонс народилася і виросла в Брукліні, Нью-Йорк, в родині фотографа і художника. Вона закінчила школу мистецтв Тіша при Нью-Йоркському університеті, а в середині 2000-х почала професійну кар'єру з'являючись на обох; бродвейській і позабродвейській сценах. У 2004 році вона також створила власне шоу однієї жінки, Codependence Is a Four-Letter Word.
Також як і багато інших позабродвейських акторів, Лістер-Джонс грала різноманітні гостьові ролі в серіалах «Закон і порядок», «Закон і порядок: Спеціальний корпус», «Закон і порядок: Злочинний намір» і «Закон і порядок: Суд присяжних». Також Лістер-Джонс грала другорядні і головні ролі в серії незалежних кінофільмів, в деяких з яких також виступала як сценарист.
На телебаченні у Лістер-Джонс була регулярна роль в комедійному шоу Adult Swim «Передислокація» з 2009 по 2010 рік. З тих пір вона грала роль подруги головної героїні у ситкомі NBC «Уїтні» (2011—2013), а після його закриття знялася в провальному багатокамерному ситкомі CBS «У друзів життя краще». У 2015 році вона взяла на себе другорядну роль в ситкомі Fox «Новенька». Незабаром вона отримала одну з головних ролей в ситкомі CBS «Життя в деталях».

## Особисте життя
У лютому 2024 року Лістер-Джонс повідомила, що вважає себе квіром, та зустрічається з режисеркою Семмі Коен.

## Часткова фільмографія
- Влаштовані (2007)
- Поворот річки (2007)
- Брати Марконі (2008)
- Явні захворювання (2008)
- Ігри влади (2009)
- Зломлена вершина (2009)
- Все найкраще (2009)
- Безрукий (2010)
- Вільям Вінсент (2010)
- Солт (2010)
- Копи на підхваті (2010)
- Все найкраще (2010)
- Застряв між станціями (2011)
- Давай, до побачення! (2012)

## Примітка
1. ↑  Internet Broadway Database — 2000.
2. ↑  MAK
3. 1 2  Zoe Lister-Jones Celebrity. TV Guide. Архів оригіналу за 24 лютого 2015. Процитовано 24 лютого 2015.
4. ↑  Michael Ausiello (9 ноября 2014). New Girl: Zoe Lister-Jones Cast as Schmidt's New (Very) Significant Other. TV Line. Архів оригіналу за 22 листопада 2017. Процитовано 24 лютого 2015.
5. ↑  Nellie Andreeva (18 февраля 2015). Dianne Wiest & Zoe Lister Jones Join CBS Comedy Pilot ‘Life In Pieces’. Deadline.com. Архів оригіналу за 5 лютого 2017. Процитовано 24 лютого 2015.
6. ↑  Gardner, Chris (26 лютого 2024). Zoe Lister-Jones Comes Out by Revealing New Relationship After Divorce: "I'm Here, I'm Queer". The Hollywood Reporter. Процитовано 26 лютого 2024.